# Elaeocyma
Elaeocyma é um gênero de gastrópodes pertencente à família Drilliidae.

## Espécies
- Elaeocyma amplinucis McLean & Poorman, 1971[2]
- Elaeocyma arenensis (Hertlein & Strong, 1951)[3]
- Elaeocyma attalia Dall, 1919
- †Elaeocyma benten (Yokoyama, 1920)
- †Elaeocyma citharella (Lamarck, 1803)
- †Elaeocyma drilliaeformis (Cossmann & Pissarro, 1901)
- Elaeocyma empyrosia (Dall, 1899)[4]
- Elaeocyma melichroa McLean & Poorman, 1971[5]
- †Elaeocyma plicata Lamarck 1804
- Elaeocyma ricaudae Berry, 1969[6]
- Elaeocyma splendidula (Sowerby I, 1834)[7]
- †Elaeocyma subcostaria (de Boury, 1899)
- Elaeocyma tjibaliungensis Y. Otuka, 1937
  - Elaeocyma tjibaliungensis turuhikoi Y. Otuka, 1937 (sinônimo: Clavus (Elaeocyma) tjibaliungensis turuhikoi Otuka, 1937)

Espécies trazidas para a sinonímia
- Elaeocyma abdera Dall, 1919: sinônimo de Crassispira abdera (Dall, 1919)
- Elaeocyma acapulcana Lowe, 1935: sinônimo de Drillia acapulcana (Lowe, 1935)
- Elaeocyma aegina Dall, 1919: sinônimo de Calliclava aegina (Dall, 1919)
- Elaeocyma aerope Dall, 1919: sinônimo de Drillia aerope (Dall, 1919)
- Elaeocyma arbela Dall, 1919: sinônimo de Cymatosyrinx arbela (Dall, 1919)
- Elaeocyma baileyi Berry, 1969: sinônimo de Splendrillia lalage (Dall, 1919)
- † Elaeocyma chinensis MacNeil, 1960: sinônimo de Siphonofusus chinensis (MacNeil, 1960)
- Elaeocyma craneana Hertlein & Strong, 1951: sinônimo de Calliclava craneana (Hertlein & Strong, 1951)
- Elaeocyma halocydne Dall, 1919: sinônimo de Kylix halocydne (Dall, 1919)
- Elaeocyma ianthe Dall, 1919: sinônimo de Kylix ianthe (Dall, 1919)
- Elaeocyma impressa Hinds, 1843: sinônimo de Kylix impressa (R.B. Hinds, 1843)
- Elaeocyma salvadorica Hertlein & Strong, 1951: sinônimo de Clathrodrillia salvadorica (Hertlein & Strong, 1951)

O Indo-Pacific Molluscan Database (OBIS) também aceita as seguintes subespécies:
- Elaeocyma glabriuscula glabriuscula (Yokoyama, 1922)
- Elaeocyma glabriuscula brevis (Yokoyama, 1922)

As seguintes espécies também estão incluídas neste gênero pelo Shell Catalogue:
- Elaeocyma clavata (Sowerby, G.B. I, 1834)